# Ghassan Salhab
Ghassan Salhab (àrab: غسان سلهب, Ḡassān Salhab) (Dakar, 4 de maig de 1958) és un director de cinema, guionista i productor nascut al Senegal i nacionalitzat libanès, reconegut especialment per les pel·lícules Terra incognita (2002), The Last Man (2006) i The Key (2007). Durant tota la seva carrera ha produït pel·lícules de caràcter no comercial en les quals retrata la problemàtica social del seu país.

## Carrera
Salhab va néixer en Dakar, Senegal, fill de pares libanesos que degueren emigrar al país africà a causa de la violència al seu país. A més de fer les seves pròpies pel·lícules, Salhab col·labora en diversos escenaris al Líban i a França, i ensenya cinema en institucions com l'ALBA i la USJ. Ha dirigit cinc llargmetratges: Beyrouth Fantome, Terra Incognita, The Last Man, The Mountain i The Valley. També ha realitzat nombrosos curtmetratges, migmetratges i vídeos, entre ells: Posthume, Narcisse Perdu, My Living Body, My Dead Body, La Rose de Personne, Afrique Fantome i Apres la Mort. Ha publicat, a més, textos i articles en diverses revistes.

### Actualitat
En 2016 va ser estrenada la pel·lícula Heber sini, un documental de 55 minuts basat en la pròpia vida i experiències del director. En 2018, el director va ser homenatjat en l'edició número 21 del Festival Internacional de Cinema de Guanajuato a Mèxic, on va confessar que la seva passió pel cinema l'impulsa a continuar creant pel·lícules no comercials.

## Filmografia
- La clef (1986)
- Aprés la mort (1991)
- L’autre (1991)
- Afrique fantôme (1994)
- Beyrouth Fantôme (1998)
- De la séduction (1999)
- La Rose de personne (2000)
- Baalbeck (2000)
- Terra incognita (2002)
- Mon corps vivant, mon corps mort (2003)
- Narcisse perdu (2004)
- Brêve rencontre avec Jean-Luc Godard, ou le cinéma comme métaphore (2005)
- The Last Man (2006)
- Temps mort (2006)
- Posthume (2007)
- 1958 (2009)
- The Mountain (2010)
- The Valley (2014)
- Chinese Ink (2016)[10]

## Premis i reconeixements
| Premi                          | Categoria                  | Pel·lícula      | Resultat  |
| ------------------------------ | -------------------------- | --------------- | --------- |
| Festival de Cinema d'Abu Dhabi | Millor director            | Al-Wadi         | Guanyador |
| Festival de Cinema d'Abu Dhabi | Millor guió                | Al-Wadi         | Nominat   |
| Festival de Cine de Canes      | Premi Un Certain Regard    | Terra incognita | Nominat   |
| Festival de Cinema de Friburg  | Premi FIPRESCI             | Al-Wadi         | Guanyador |
| Festival de Cinema de Friburg  | Grand Prix                 | Al-Wadi         | Nominat   |
| Festival de Cinema de Locarno  | Pardo d’Oro                | Atlal           | Nominat   |
| Festival de Cinema de Torí     | Premi de la ciutat de Torí | Atlal           | Nominat   |
| Festival de Cinema de Nantes   | Millor banda sonora        | Ashbah Beyrouth | Guanyador |
| Festival de Cinema de Nantes   | Golden Montgolfiere        | Ashbah Beyrouth | Nominat   |
| Festival de Cinema de Tribeca  | Premi del jurat            | Atlal           | Nominat   |